# Bellvitge (L'Hospitalet de Llobregat)

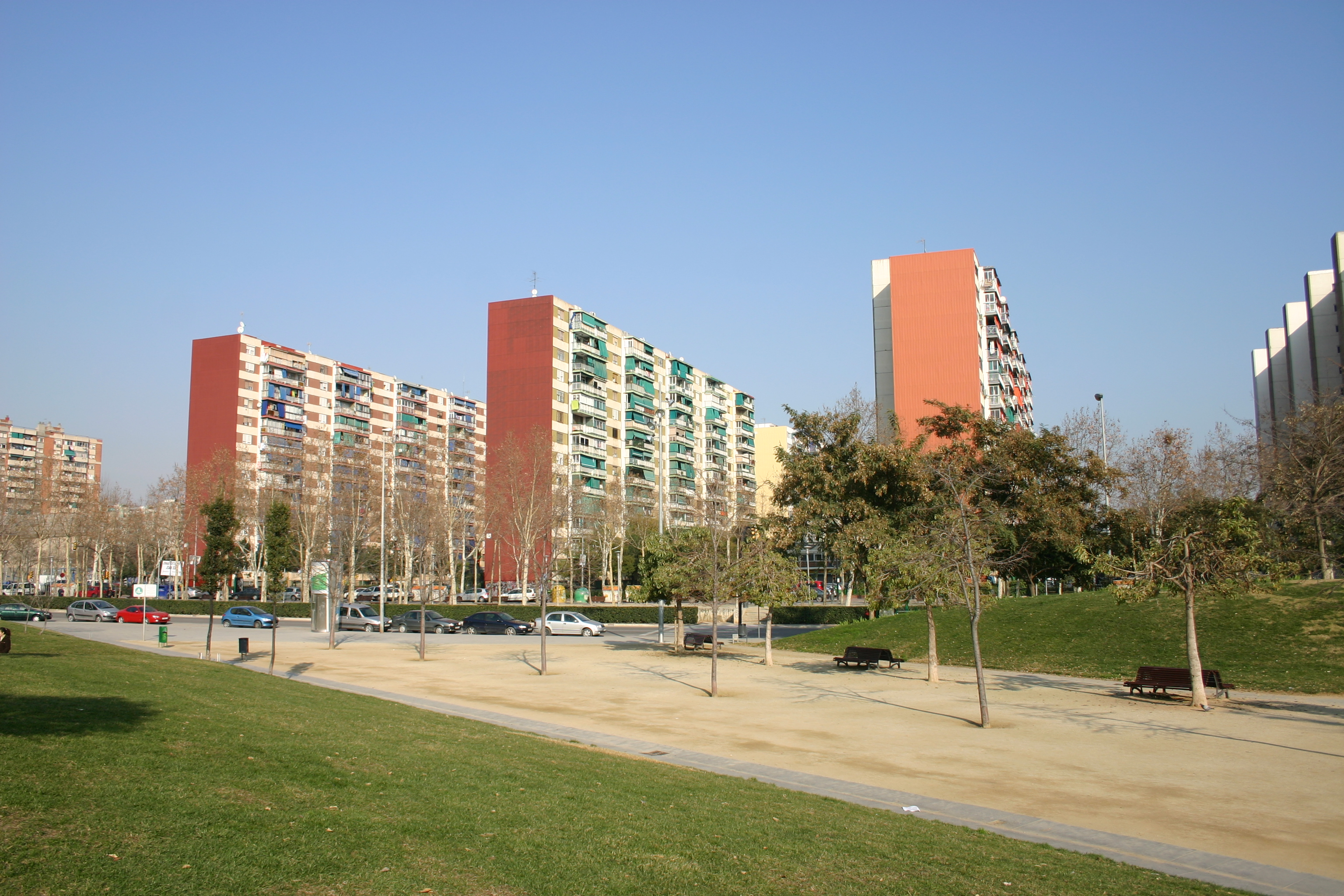
Quartiere di Bellvitge

Bellvitge è un quartiere di L'Hospitalet de Llobregat, nell'area metropolitana di Barcellona, in Spagna. È classificato territorialmente dentro il distretto VI, insieme a el Gornal.
Bellvitge si trova ad una altezza tra i 4 e 8 metri sopra il livello del mare ed è delimitato dalla autostrada di Castelldefels, e la tratta ferroviaria della linea di Vilanova e dell'aeroporto, la Travesía Industrial e la strada Feixa Llarga di L'Hospitalet de Llobregat. 
Confina a ovest e a sud con le città di Cornellà de Llobregat e El Prat de Llobregat, a est e a sud con i quartieri di El Gornal
e di Granvia Sud di L'Hospitalet de Llobregat e di Barcellona, al nord con la zona industriale e il quartiere di El Centre di L'Hospitalet de Llobregat.
Nel pluripremiato romanzo "I mari del sud", lo scrittore Manuél Vazquez Montalbán descrive un distretto popolato da immigrati di altre regioni spagnole, denominato San Magín,  "senza fognature nei primi tempi" costruito in fretta e con criteri di speculazione selvaggia da un gruppo di costruttori tra cui Stuart Pedrell . Nella raccolta fotografica dei luoghi dei romanzi "Carvalho 25 anni", pubblicata in Spagna dall'editore Planeta nel 1997, l'autore identifica l'immaginario distretto proletario di San Magín con quello reale di Bellvitge.

## Etimologia di Bellvitge
Bellvitge è un nome di origine visigóta e proviene da "Amalvigia", proprietaria di un canale di irrigazione citato in un documento dell'anno 995. 
Amalvigia, si trasformò in lingua vernacolare Amalvitja, e successivamente in Malvitja, e poi ancora in Bellvitja, Benvitge fino all'attuale Bellvitge.

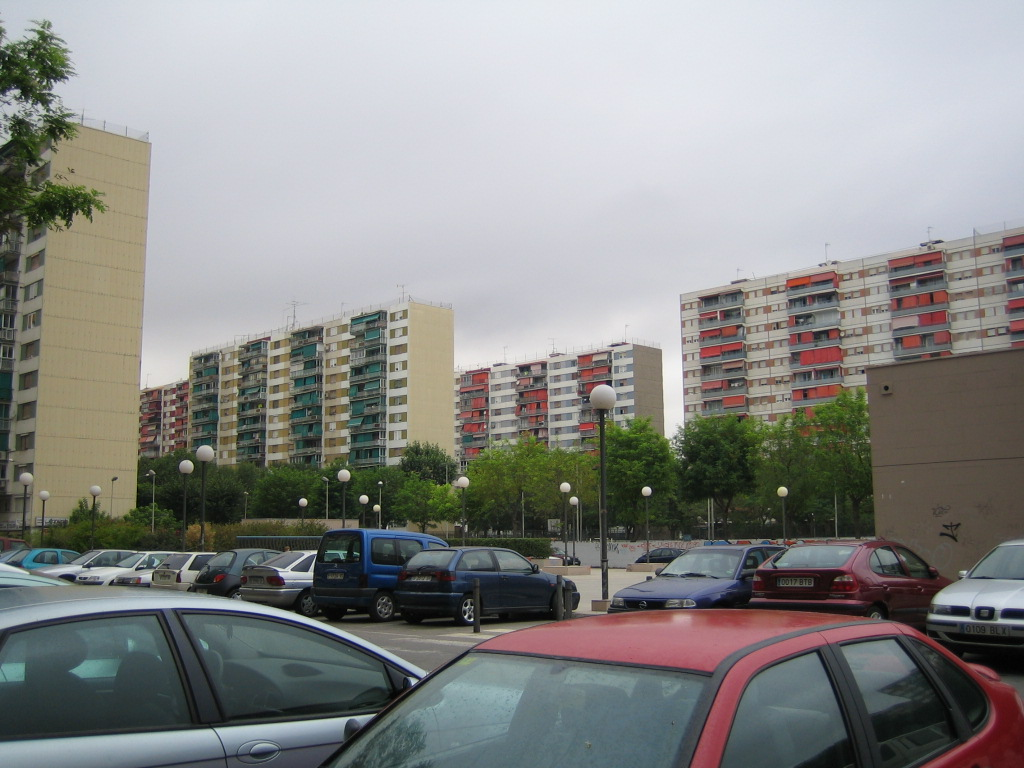
Edifici a Bellvitge

## Persone famose
- Xavi Fernández: Ex giocatore professionista di pallacanestro
- Sebastián _Herrera: Ex giocatore professionista di calcio
- Albert Lopo: Ex giocatore professionista di calcio
- Dani Flaco: Cantautore
- Ramón Fernández Jurado: (1914-1984)

## Galleria d'immagini

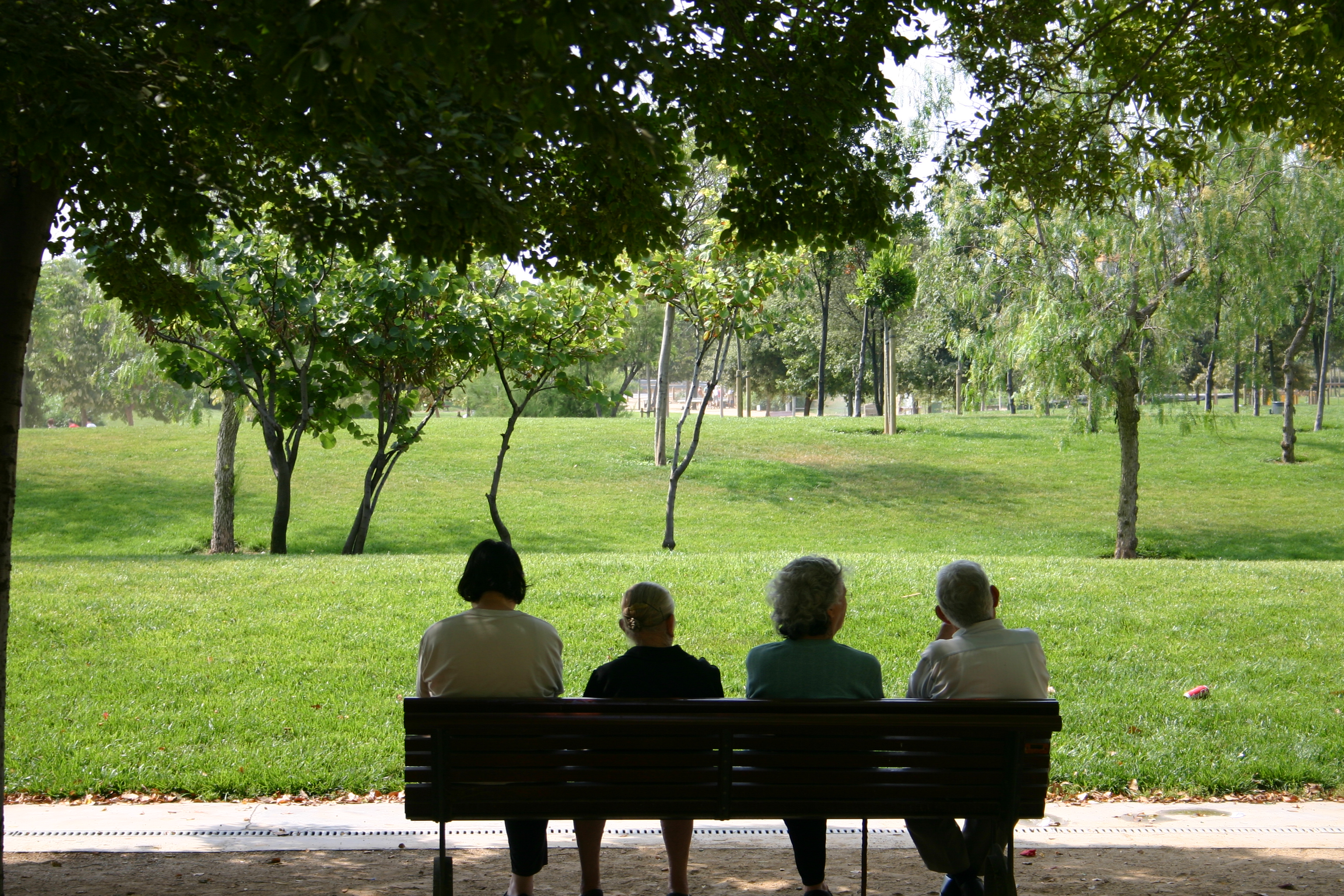
Gente mayor descansando frente al parque junto la Gran vía
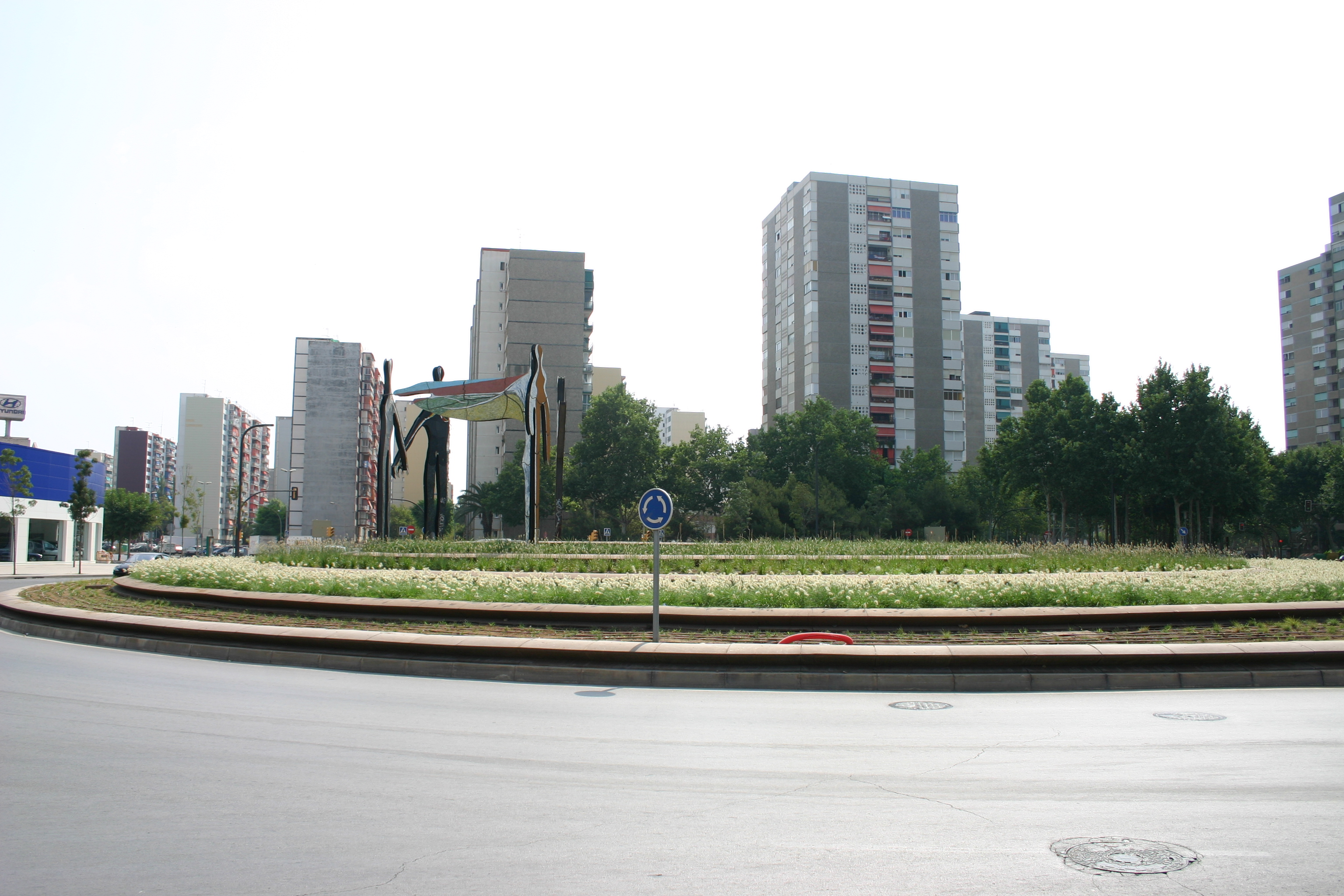
Rotonda de entrada a Bellvitge desde Hospitalet Centro
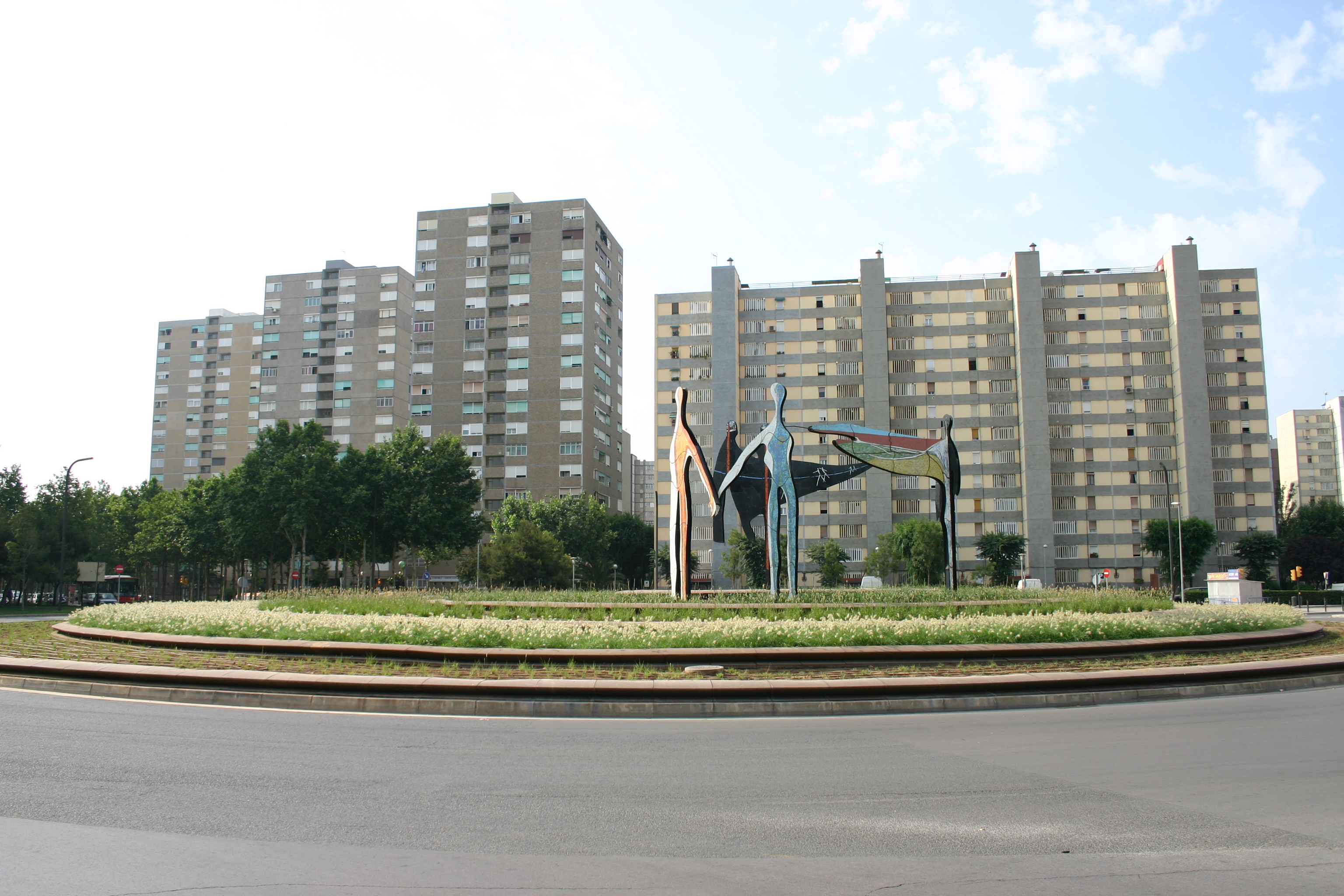
Rotonda de entrada a Bellvitge desde Hospitalet Centro
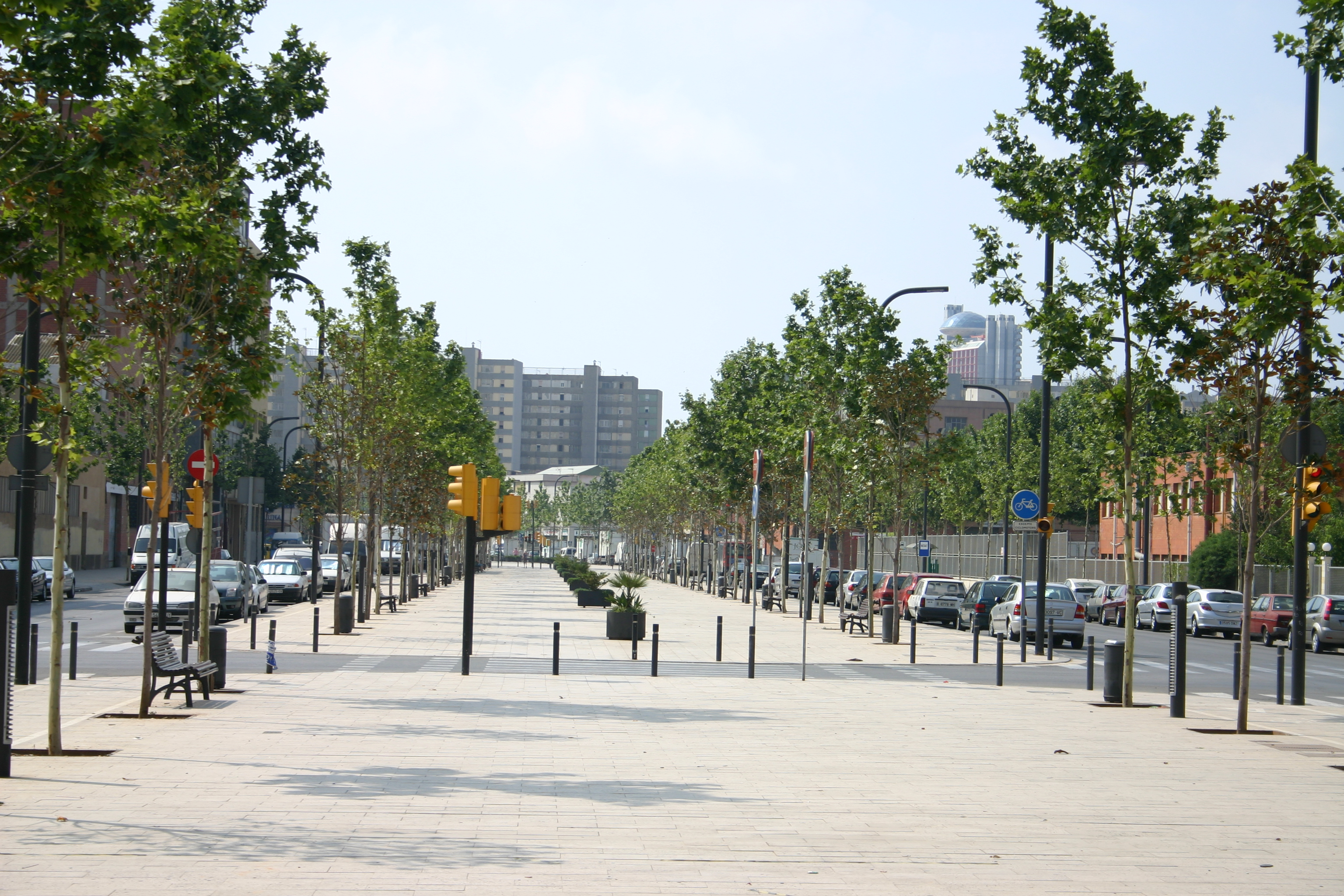
Paseo que une Bellvitge con Hospitalet Centro (Mirando hacia Bellvitge)
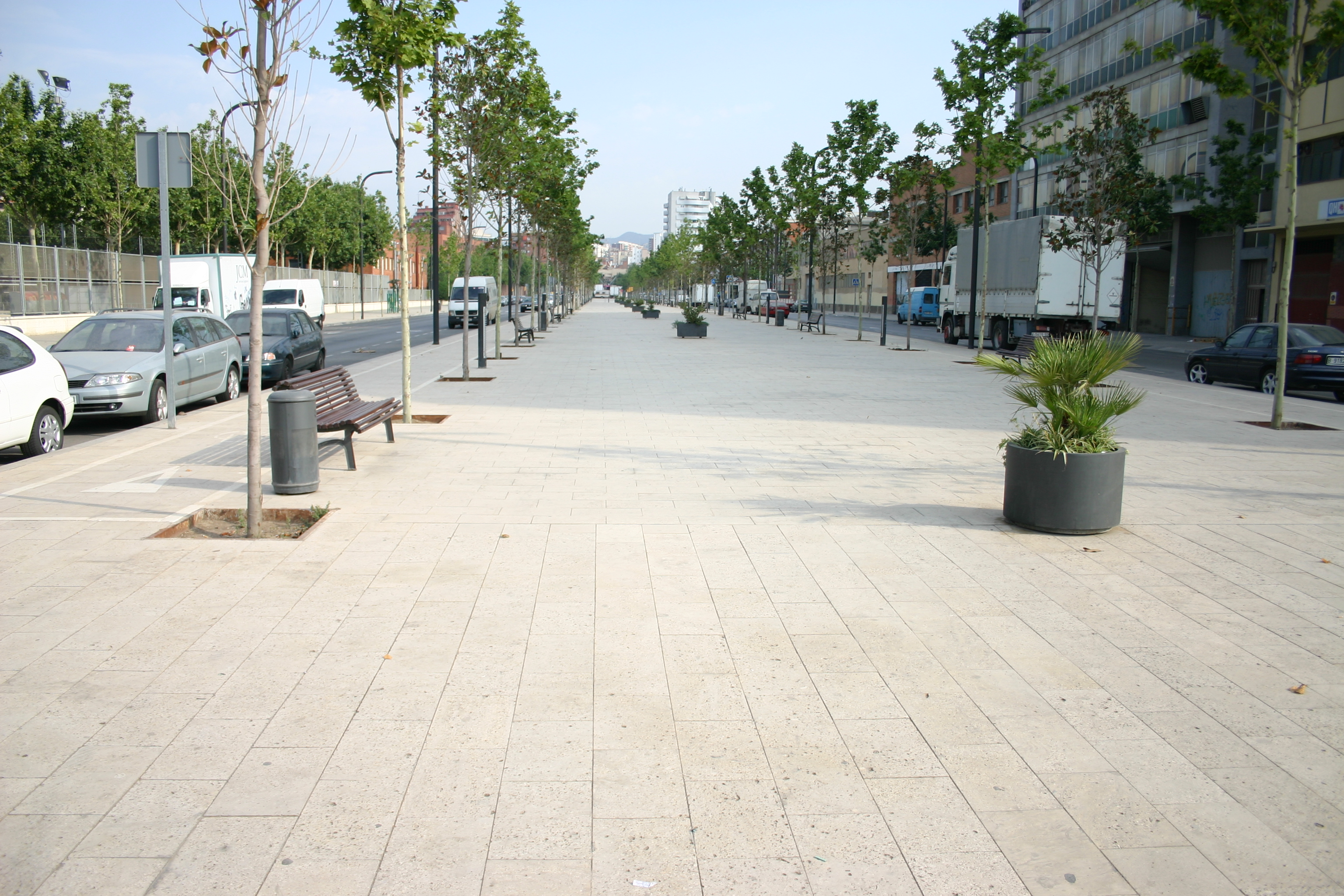
Paseo que une Bellvitge con Hospitalet Centro (Mirando hacia Hospitalet Centro)
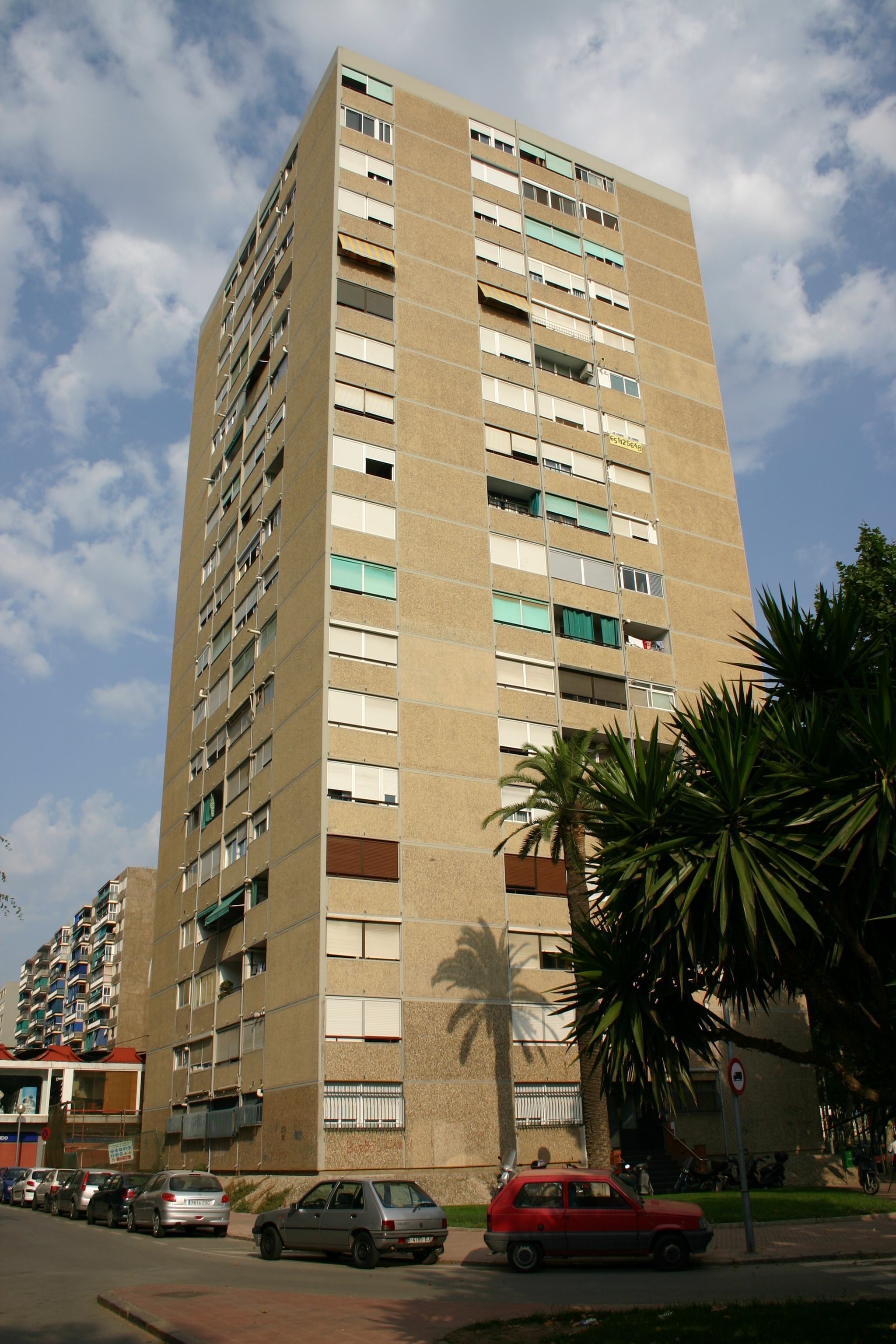
"Torre" característica de Bellvitge
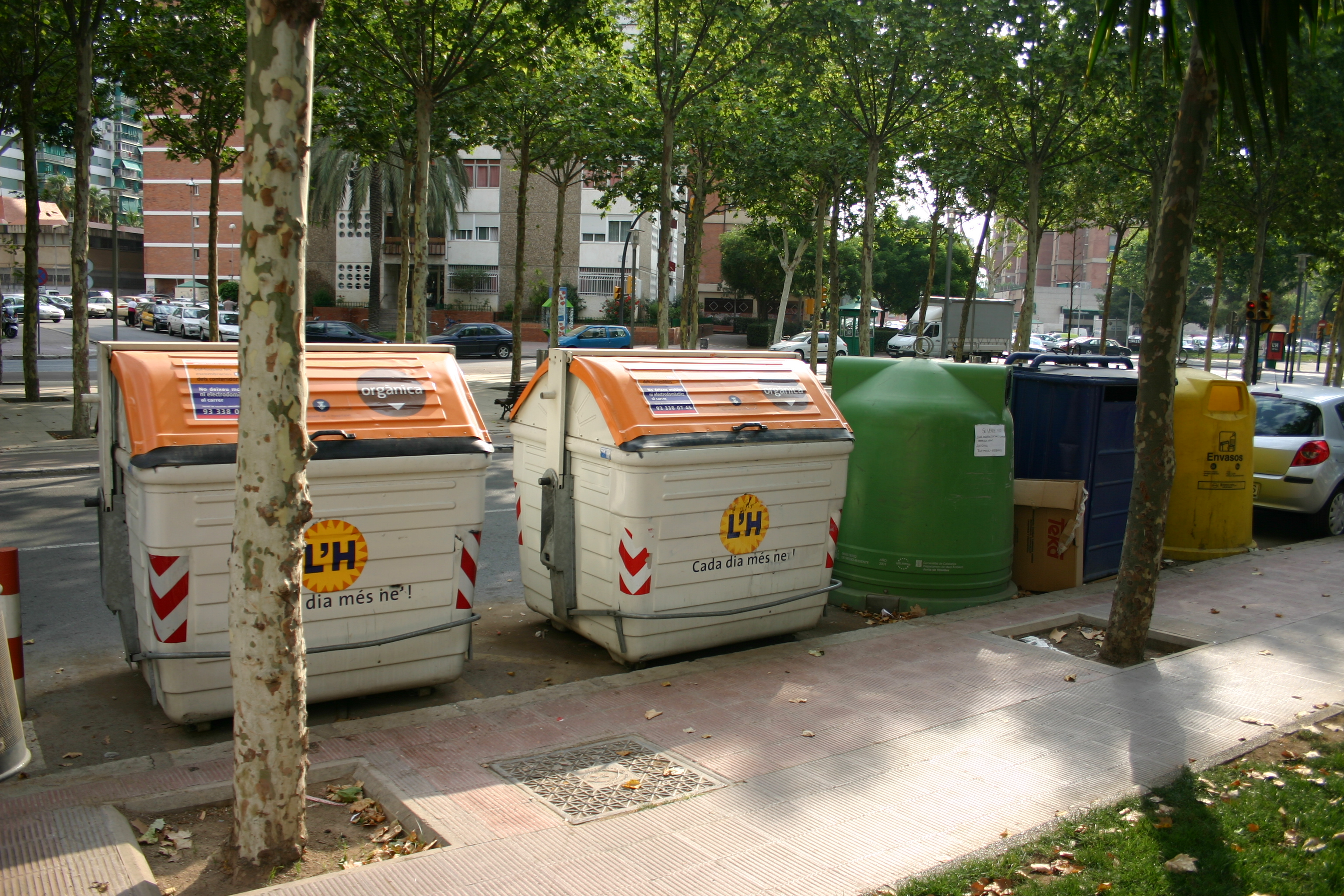
Contenedores de basura y reciclaje
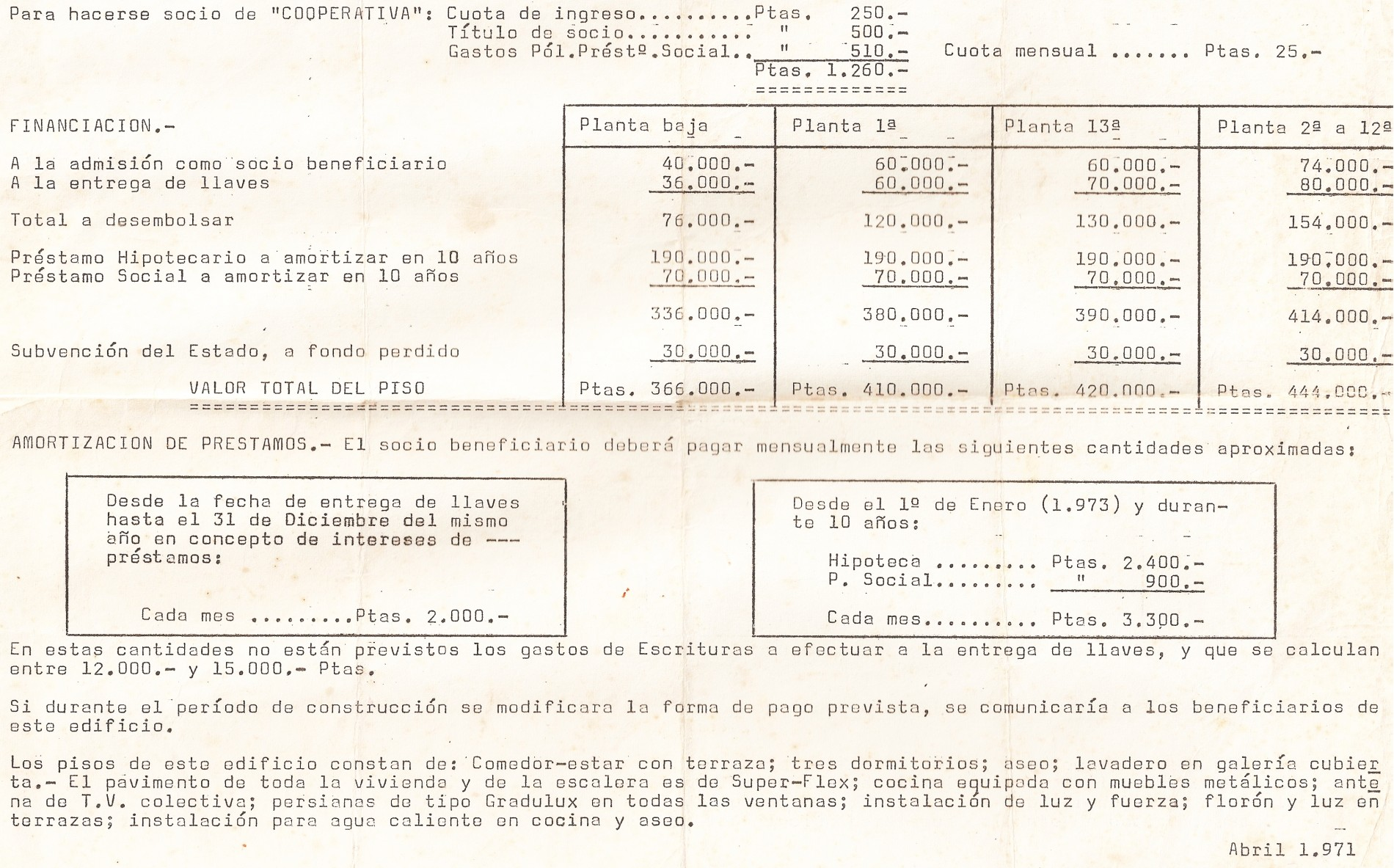
Precio de las viviendas según la altura en 1971
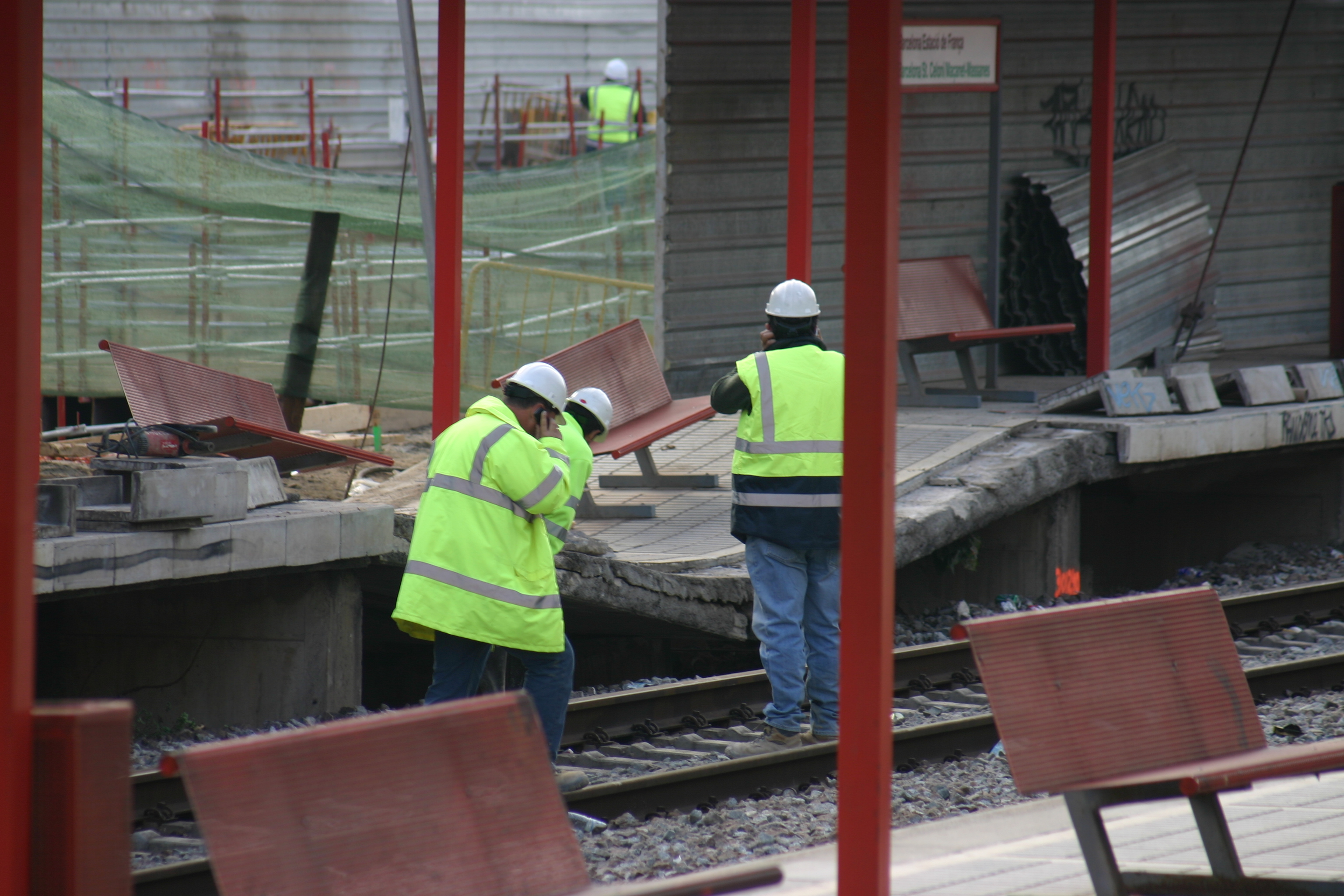
Desperfectos en el andén de la estación de Bellvitge ocasionados por las obras del AVE
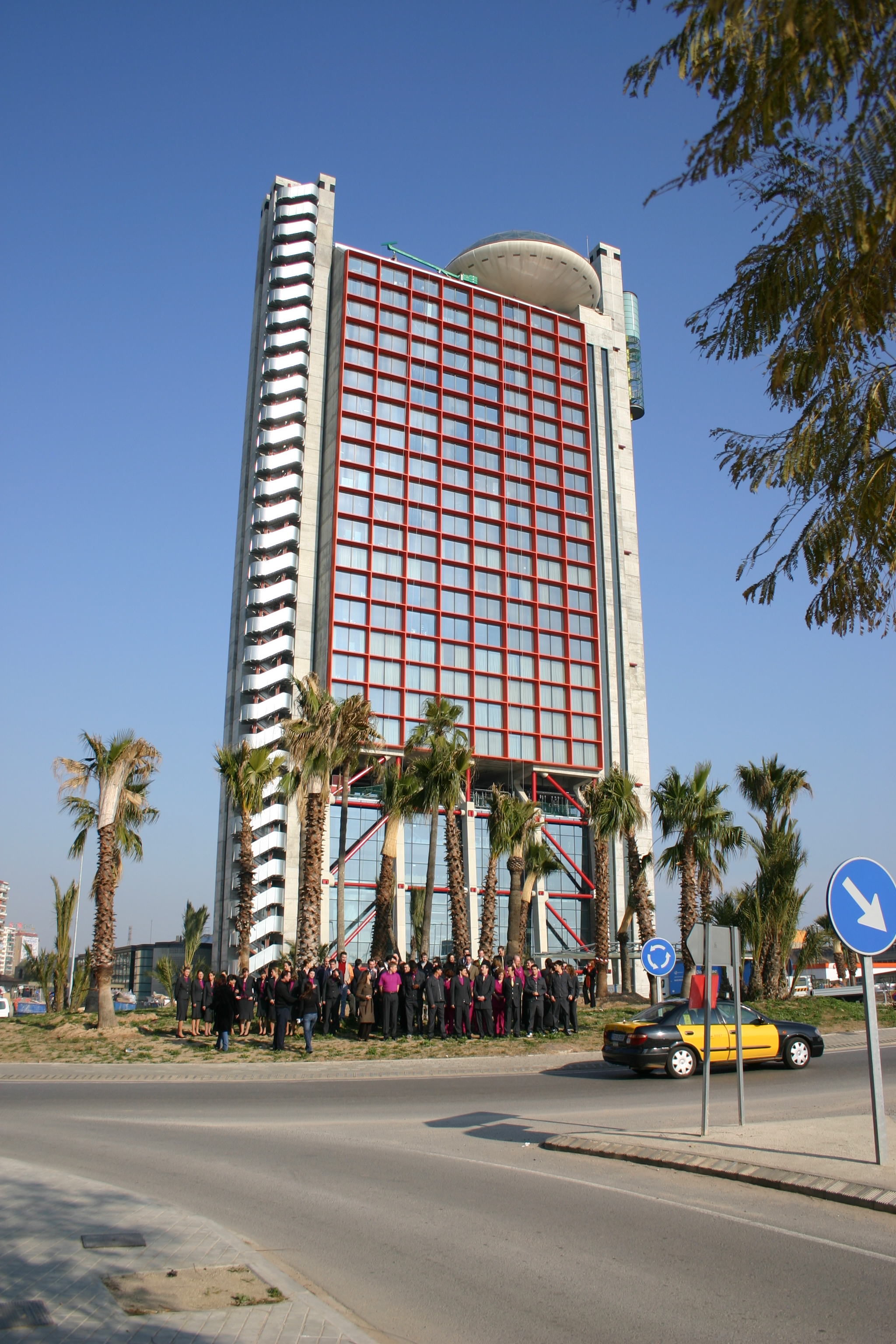
Hotel Hesperia Tower
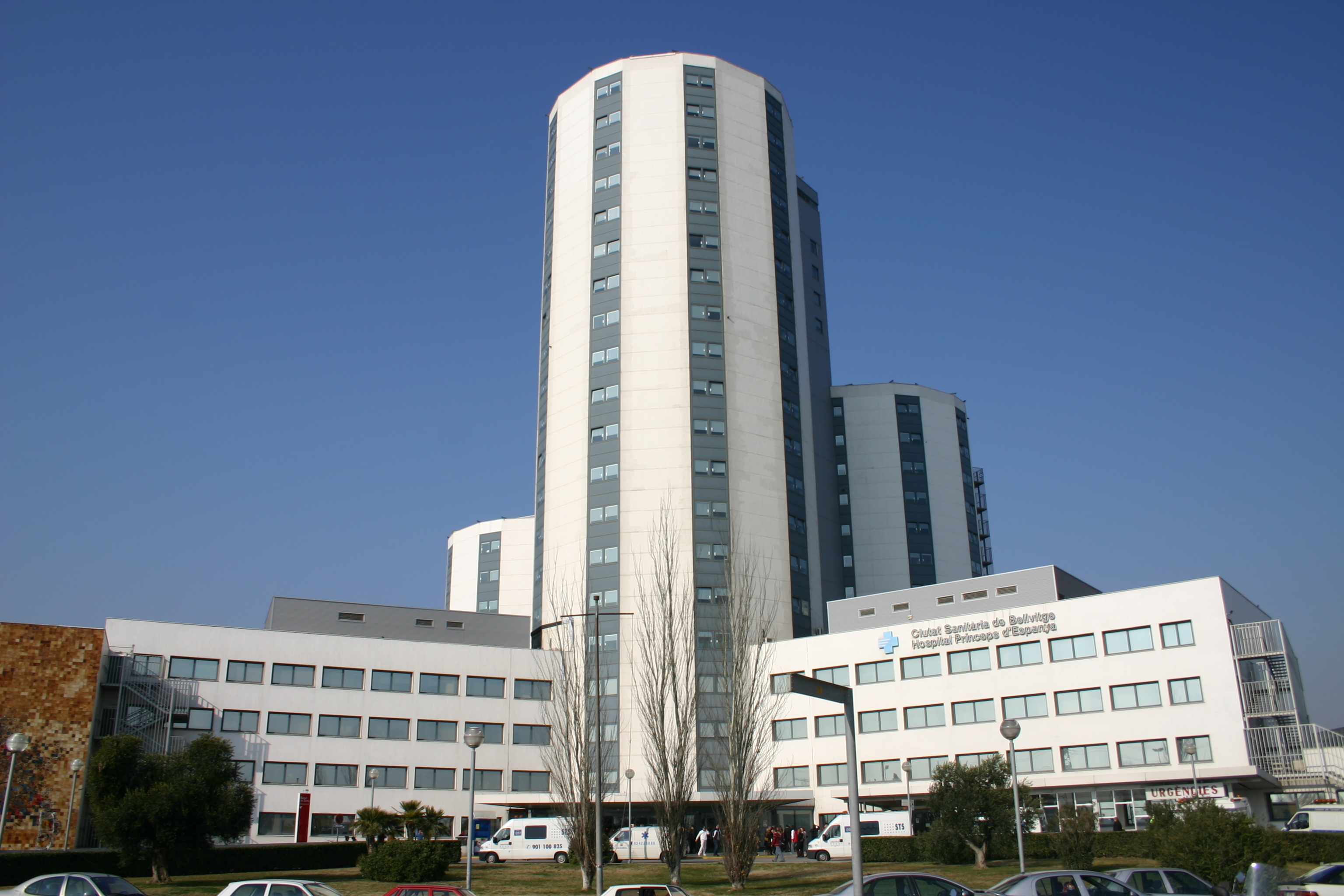
Hospital de Bellvitge